# Хлорфенамін
Хлорфенамін (або хлорфенірамін) — синтетичний препарат, що є похідним фенілалкіламіну та належить до антигістамінних препаратів І покоління, переважно для перорального застосування, застосовувався також парентерально. У США та ряді інших країн хлорфенамін розповсюджується як самостійний монокомпонентний лікарський препарат під торговою назвою «Хлорфен-12». В Україні хлорфенамін натепер застосовується виключно у складі комбінованих препаратів для симптоматичного лікування застуди.

## Фармакологічні властивості
Хлорфенамін — синтетичний препарат, що є похідним фенілалкіламіну та належить до групи антигістамінних препаратів І покоління. Механізм дії препарату полягає у блокуванні Н1-рецепторів гістаміну, попередженні спазмів гладких м'язів, що викликаються гістаміном, у тому числі бронхоконстрікцію у хворих обструктивними захворюваннями легень, розширення капілярів та підвищення їх проникності, розвиток ангіоневротичного набряку, еритеми та свербежу шкіри і слизових оболонок. При алергічному риніті препарат зменшує частоту чхання, сльозотечу, виділення із носових ходів та свербіж слизових носа. Хлорфенамін, окрім дії на гістамінові рецептори, також діє на серотонінові та М-холінорецептори, та має седативний ефект. Неселективність дії хлорфенаміну спричияє більшу кількість побічних ефектів при застосуванні препарату, у тому числі побічні ефекти з боку серцево-судинної та нервової систем. Згідно експериментальних даних, надмірне застосування хлорфенаміну може спричинити розвиток деменції, або хвороби Альцгеймера, у зв'язку із його антихолінергічною дією.

### Фармакокінетика
Хлорфенамін повільно всмоктується в шлунково-кишковому тракті, максимальна концентрація препарату досягається протягом 2,5—6 годин після перорального застосування, хоча початок дії препарату спостерігається за 20—30 хвилин після його застосування. Біодоступність препарату складає близько 25—50% у зв'язку з ефектом першого проходження через печінку. Хлорфенамін добре зв'язується з білками плазми крові. Препарат створює високі концентрації у більшості органів та тканин організму, в тому числі добре проникає через гематоенцефалічний бар'єр. Метаболізується хлорфенамін у печінці з утворенням неактивних метаболітів. Виводиться препарат з організму переважно із сечею у вигляді метаболітів. Хлорфенамін має значні відмінності фармакокінетичних параметрів, тому період напіввиведення препарату у різних осіб може коливатися від 2 до 43 годин, у дітей спостерігається швидше всмоктування препарату та менший період напіввиведення хлорфенаміну.

## Показання до застосування
Хлорфенамін застосовується у складі комбінованих препаратів при алергічному та вазомоторному риніті, синусопатіях, полінозі; а також для симптоматичного лікування при інфекціях верхніх дихальних шляхів, які супроводжуються ринітом, ринореєю, кон'юнктивітом, синуситом та ринофарингітом.

## Побічна дія
При застосуванні хлорфенаміну можуть спостерігатися наступні побічні ефекти:
- Алергічні реакції та з боку шкірних покривів — рідко висипання на шкірі, фотосенсибілізація, набряк Квінке, синдром Лаєлла, анафілактичні рекції, бронхоспазм, зниження секреції залоз слизової оболонки дихальних шляхів, гіпергідроз.
- З боку травної системи — нечасто сухість у роті, запор; рідко порушення функції печінки.
- З боку нервової системи — часто сонливість, головний біль, загальна слабість, порушення координації рухів; у дітей та осіб похилого віку може спостерігатися парадоксальне збудження при застосуванні високих доз препарату; рідко порушення зору, тремор.
- Інші побічні ефекти — рідко затримка сечі, артеріальна гіпотензія, тахікардія.
- Зміни в лабораторних аналізах — дуже рідко апластична анемія, агранулоцитоз, тромбоцитопенія, панцитопенія.

## Протипокази
Хлорфенамін протипоказаний при підвищеній чутливості до препарату, аденомі простати або затримці сечі, кишковій непрохідності, глаукомі та дітям молодшим 1 року. З обережністю застосовується препарат при вагітності та годуванні грудьми, печінковій та нирковій недостатності, епілепсії.

## Форми випуску
У Сполучених Штатах Америки хлорфенамін як самостійний препарат випускається у вигляді таблеток по 0,012 г. Також препарат випускався у вигляді таблеток по 0,04 г та ампул по 1 мл 1% розчину. В Україні зареєстровані комбіновані препарати, до складу яких входить хлорфенамін, а також інші препарати — парацетамол, фенілефрин, кофеїн, аскорбінова кислота У інших країнах хлорфенамін входить до складу комбінованих препаратів разом із ацетилсаліциловою кислотою, амброксолом та гвайфенезином, фенітолоксаміном, гідрокодоном та декстрометорфаном.

## Застосування у ветеринарії
Хлорфенамін застосовується у ветеринарії як самостійний препарат для лікування алергічних та шкірних захворювань у котів, собак; а також у складі комбінованих препаратів для лікування інфекційних та запальних захворювань великої рогатої худоби, коней, свиней, котів та собак.